# 北京地下鉄首都機場線
北京地下鉄首都機場線（ペキンちかてつしゅときじょうせん、中文表記: 北京地铁首都机场线、英文表記: Beijing Subway Capital Airport Express）は、中華人民共和国北京市を走る北京地下鉄の路線である。ラインカラーは■灰色。“機場”とは日本語の空港の意味で、首都空港線（しゅとくうこうせん）と呼ぶ事もある。

## 概要

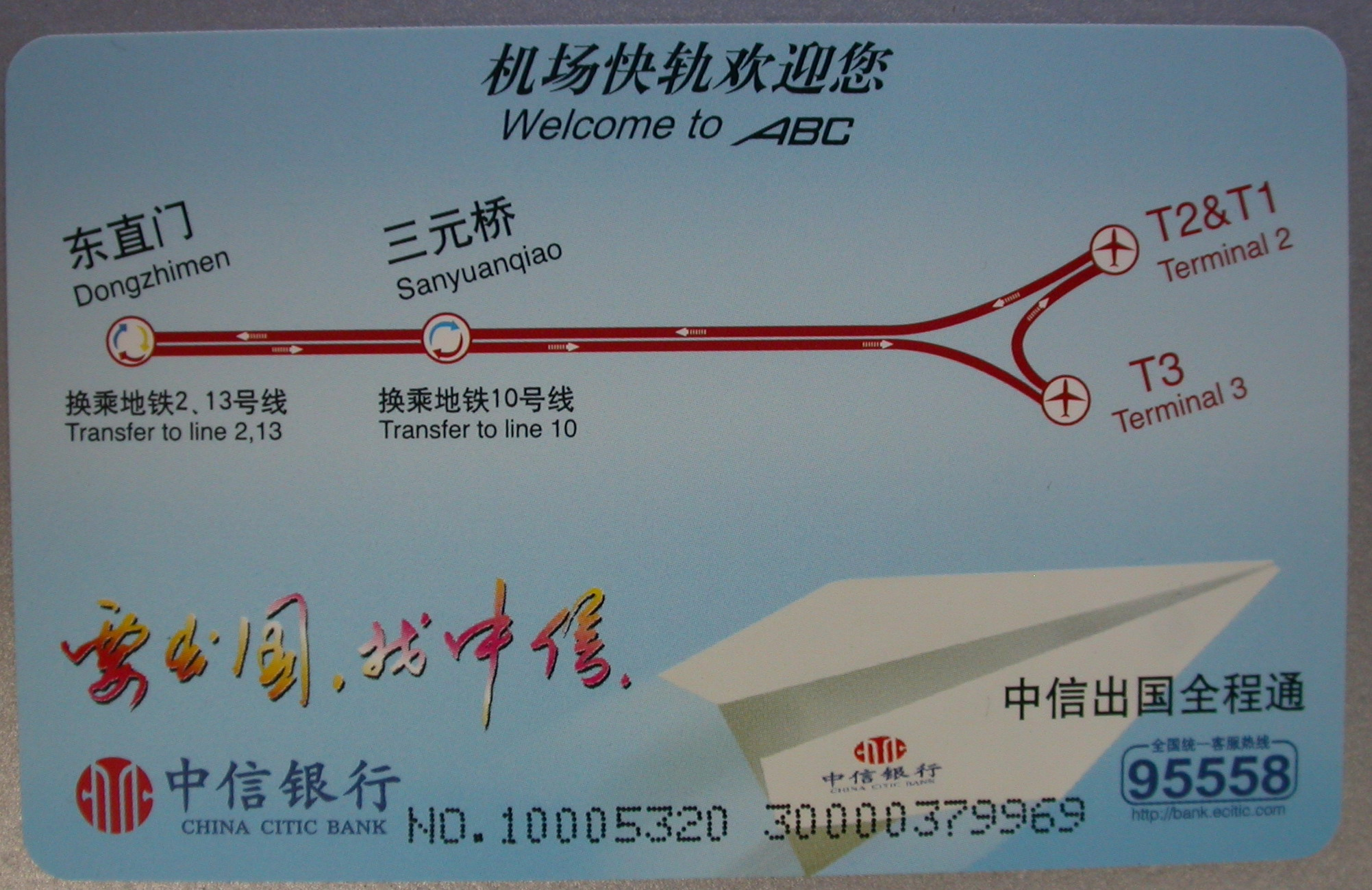
チケット（裏）

2008年北京オリンピックにあわせて計画された路線の一つで、東直門から北京首都国際空港第2・第3ターミナルを結ぶ空港連絡路線である。現地名は機場快軌（机场快轨）、英称はAirport ExpressあるいはAirport Beijing City（ABC）。北京地下鉄の他の路線と同様、集電方式は第三軌条式を採用しているが、駆動方式は北京地下鉄で唯一鉄輪式リニアモーター方式を採用したり、自動改札機は同時期に開通した他路線で採用されているタイプとは異なり日本で多く採用されているタイプを採用するなど、その他の北京地下鉄の路線とは違った一面を持つ。
運賃は他の地下鉄路線とは独立しており、均一で25元。

## 路線データ
- 複線区間：北新橋駅 - 三元橋駅間
- 電化区間：全線
- 地上区間：三元橋駅 - 3号航站楼駅の大部分（四元橋付近 - 3号航站楼駅）
- 走行方向：右側通行

## 沿革
- 2005年
  - 6月14日：東直門駅の建設を開始[3]。
  - 9月1日：全線着工
- 2006年3月：長春軌道客車と契約が成立し、ボンバルディア・トランスポーテーションの技術が提供されることとなる[4]。
- 2007年3月：軌道敷設開始[5]。同年11月に敷設終了[6]。
- 2008年
  - 4月：客扱いなしの試運転開始[7]。　
  - 7月19日：開通。
- 2019年9月：「機場線」から「首都機場線」に改称。
- 2021年12月：東直門駅～北新橋駅間開業。

## 運行形態
- 日中はおよそ12分間隔、発着便が集中する夕方のピーク時は8分間隔で運転している。
- 路線全体が単線のデルタ線状になっており、全ての電車は北京市街地（三元橋駅および東直門駅）- 3号航站楼駅 - 2号航站楼駅 - 北京市街地の順に巡回運転をしている。つまり、3号航站楼駅から市街地に行くにはいったん2号航站楼駅でスイッチバックする。また、市街地から2号航站楼駅に行くには一旦3号航站楼駅でスイッチバックする。
- 2017年11月1日時点での運行時間は6時 - 23時32分。

## 使用車両
- QKZ5型
  - 長春軌道客車とボンバルディア・トランスポーテーションの共同製作による4両編成の車両が使用されている[4]。車内は端部を除きいわゆる集団見合い式の固定座席配置。
  - ジョン・F・ケネディ国際空港の空港連絡鉄道であるエアトレインJFKを車輌のベースとしている。
- アルストムの無線列車制御システム（CBTC）技術を採用しており、無人運転が可能である[8]。
- 設計上の最小運転間隔は4分である[9]。

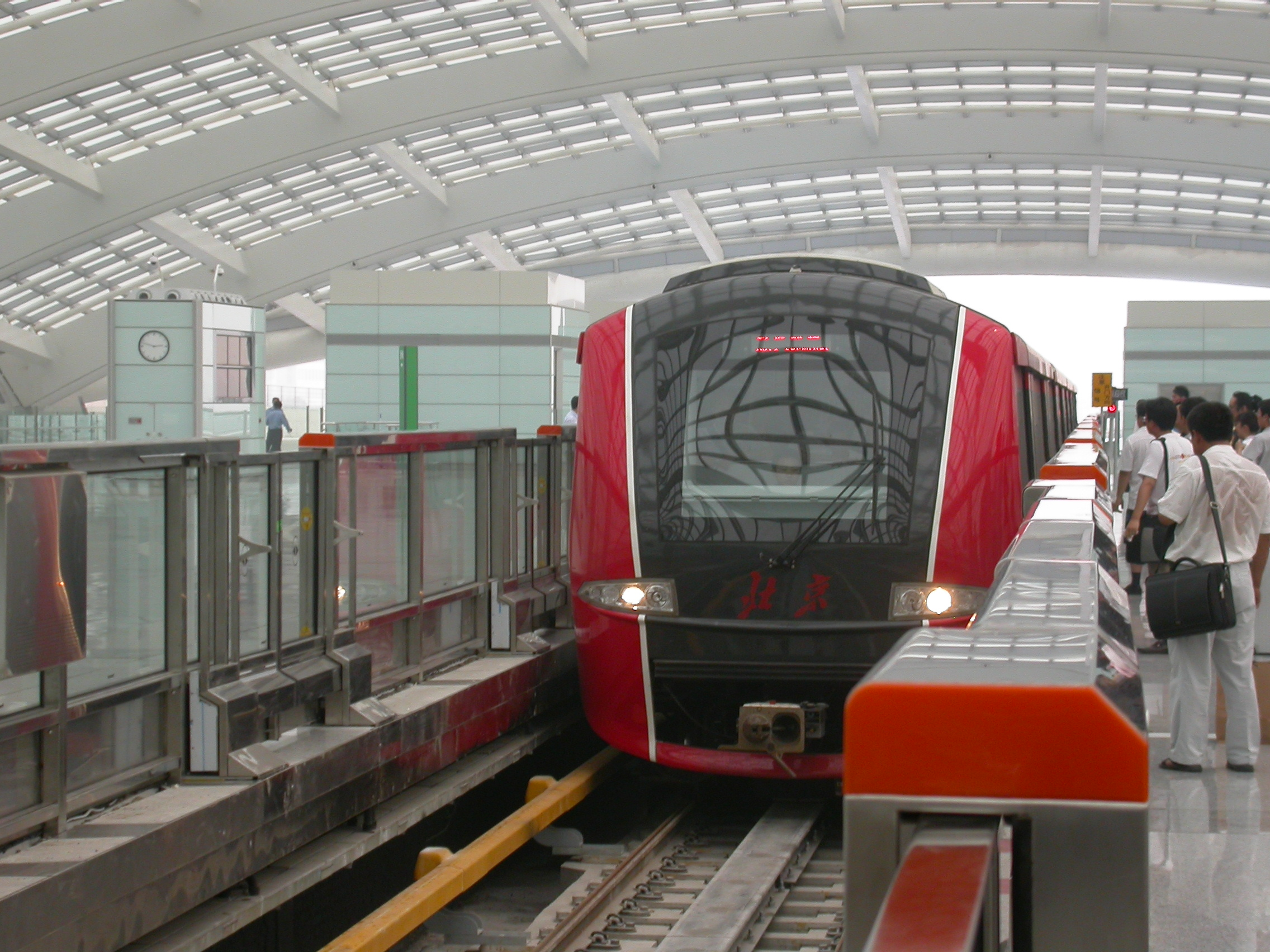
首都機場線電車
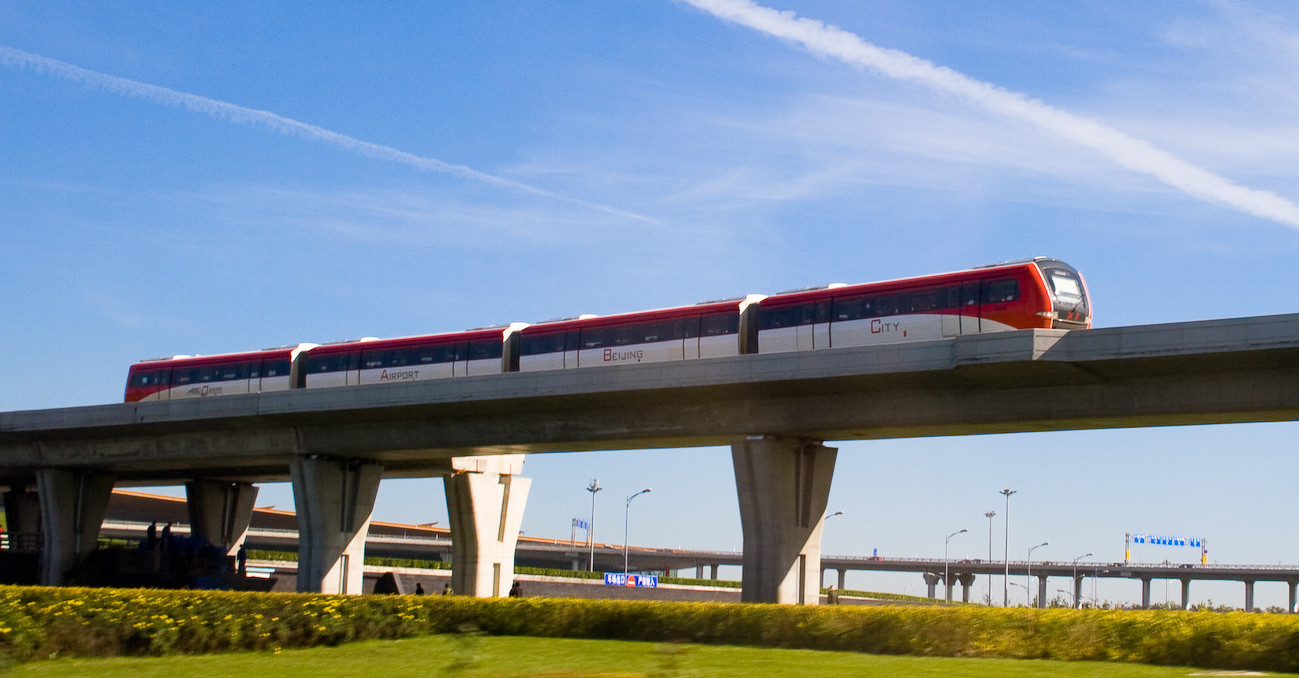
首都機場線電車
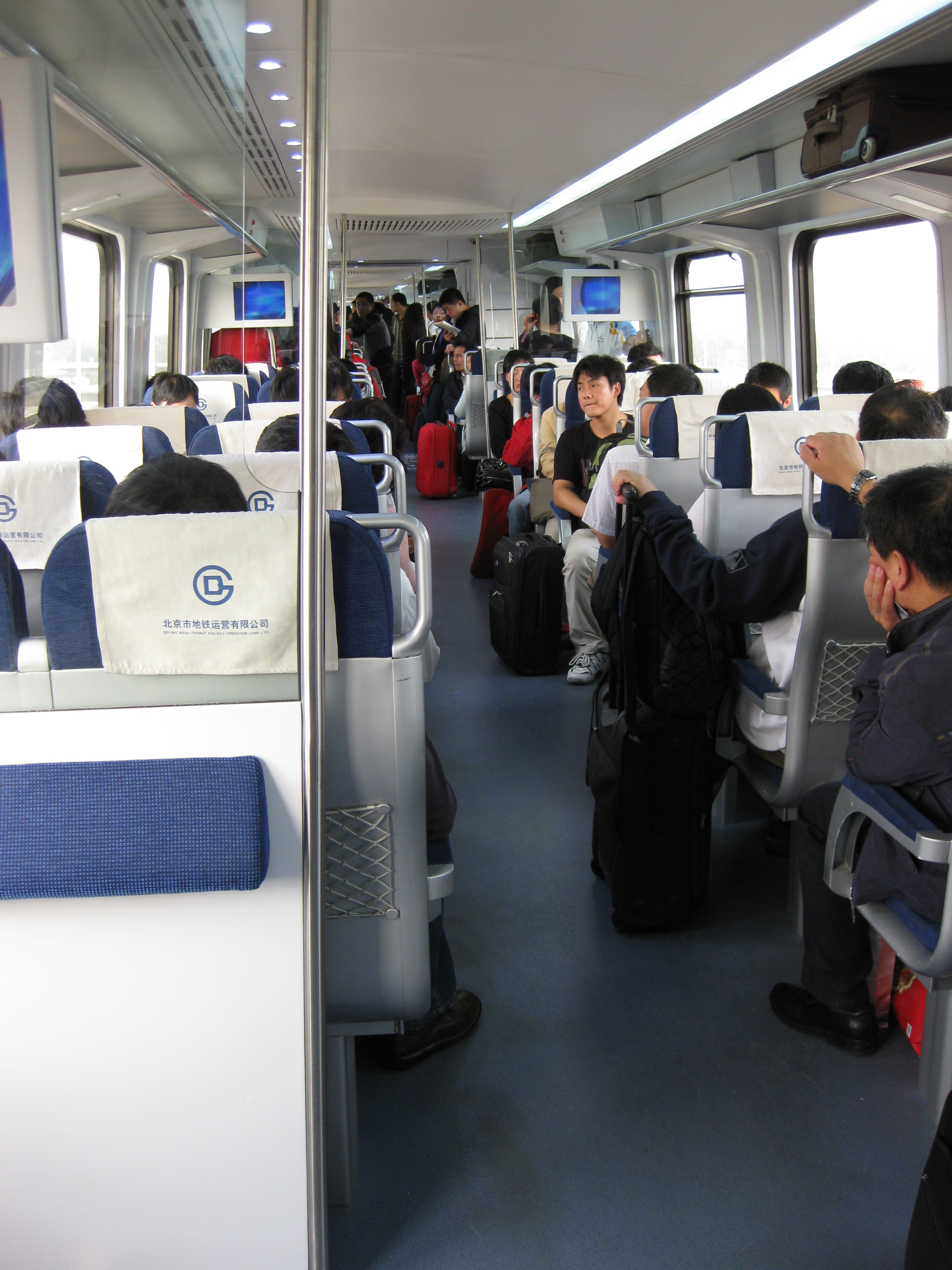
車内（2008年）
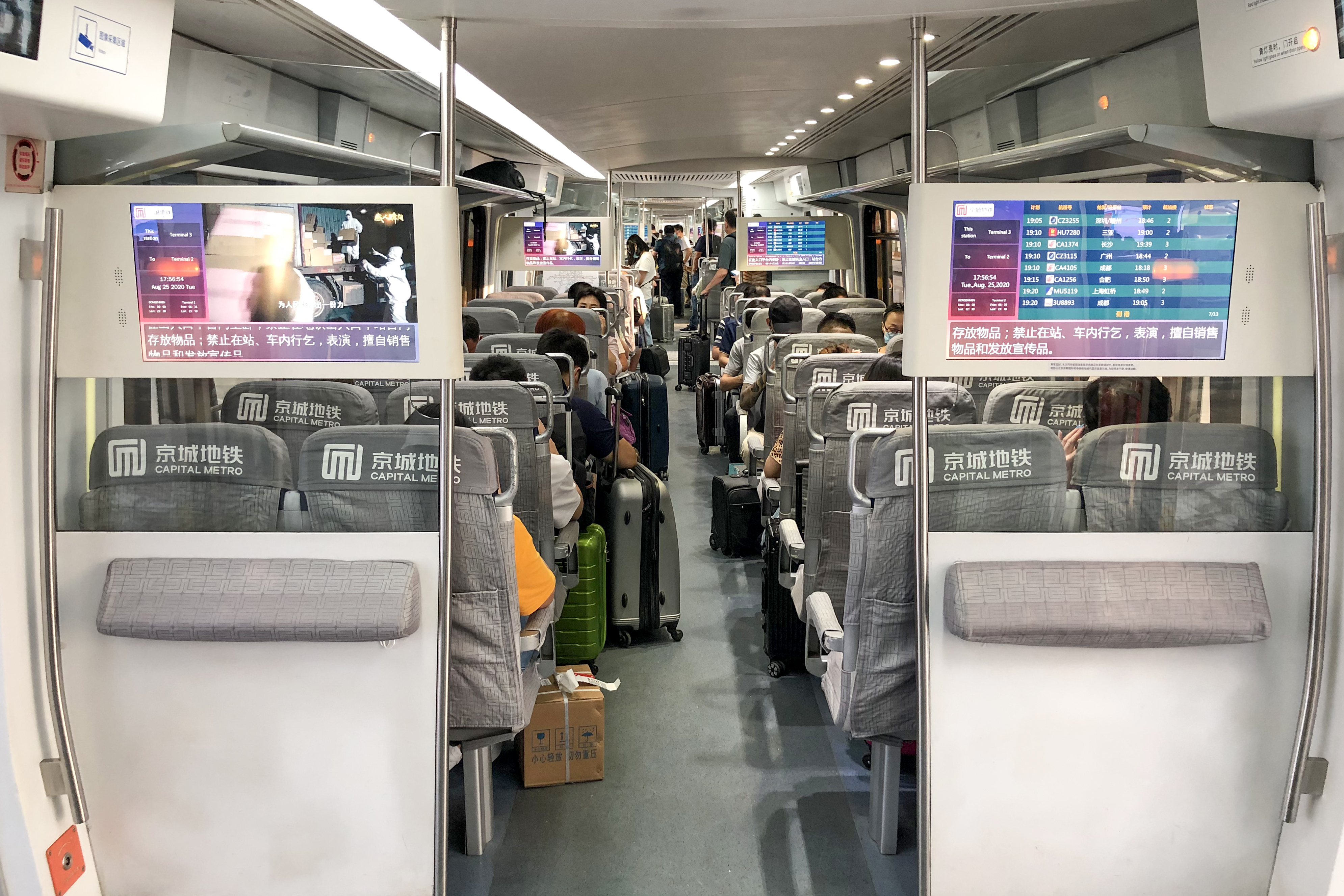
車内（2020年）

## 駅一覧
| 駅名        | 駅名         | 駅名        | 駅間 キロ | 累計 キロ | 接続路線・備考              | 所在地 | 所在地 |
| 日本語      | 簡体字中国語 | 英語        | 駅間 キロ | 累計 キロ | 接続路線・備考              | 所在地 | 所在地 |
| ----------- | ------------ | ----------- | --------- | --------- | --------------------------- | ------ | ------ |
| 北新橋駅    | 北新桥站     | Beixinqiao  |           |           | ■5号線                      | 北京市 | 東城区 |
| 東直門駅    | 东直门站     | Dongzhimen  | 0.0       | 0.0       | ■2号線 (214) ■13号線 (1316) | 北京市 | 東城区 |
| 三元橋駅    | 三元桥站     | Sanyuanqiao | 3.022     | 3.022     | ■10号線                     | 北京市 | 朝陽区 |
| 望京南駅    | 望京南站     | Wangjingnan | 未開業    | 未開業    | ■14号線                     | 北京市 | 朝陽区 |
| 3号航站楼駅 | 3号航站楼    | Terminal 3  | 18.322    | 21.344    |                             | 北京市 | 順義区 |
| 2号航站楼駅 | 2号航站楼    | Terminal 2  | 7.243     | 28.587    |                             | 北京市 | 朝陽区 |

- 三元橋駅 - 3号航站楼駅間で単線となり、3号航站楼駅で折り返し2号航站楼駅に向かって、2号航站楼駅で再び折り返し東直門に向かう。